# Peritropis husseyi
Peritropis husseyi är en insektsart som beskrevs av Knight 1923. Peritropis husseyi ingår i släktet Peritropis och familjen ängsskinnbaggar. Inga underarter finns listade i Catalogue of Life.